# Гекон стінний
Стінний гекон (Tarentola mauritanica) — вид ящірок з роду стінних геконів родини Phyllodactylidae. Описано 4 підвиди.

## Опис
Цей гекон сягає у довжину 12—18 см, з яких близько половини припадає на хвіст. Забарвлення тулуба помітно коливається від жовтувато-сірого та чорно-бурого до матово-чорного кольору з більш-менш чітко вираженим поперечносмугастим візерунком. Шкіра жорстка та груба. У нього міцний корпус та пласка голова. Мають міцні та ціпки пальці, за допомогою яких гарно пересувається по вертикальні поверхні. Луска однорідна, не поділена подовжений борознами, має прикріплюючі пластинки на широких пальцях. Перший, другий, п'ятий палець у представників цього роду позбавлені кігтів. На пальцях є прикріплюючі пластинки 80—90 мм завдовжки, — 8—10 у діаметрі. Кількість дрібних щіточок на цих пластинах дорівнює 200 млн.

## Поширення
Південь Франції, Італія, Іспанія, Португалія, Марокко, Малайзія, Таїланд, північний Алжир, північна Лівія, Туніс, Єгипет, південна Греція, острови Середземного моря. На пароплавах стінний гекон потрапив до Куби, островів Карибського моря, Уругваю та штатів Каліфорнія й Флорида (США).

## Особливості біології
Мешкає на скелях, а також дахах, стінах будинків, будівельних майданчиках, руїнах будівель. Полюбляють світлі та теплі місцини. Кожен стінний гекон мешкає на невеличкій, іноді не більше 1 м ², власній мисливській ділянці, на якій його можна бачити як у нічний, так і в денний час. Харчується комахами.
Це яйцекладні ящірки, які відкладають 2 яйця, кладок зазвичай буває декілька (у квітні та червні). Через 4 місяця народжуються молоді гекони довжиною до 5 см.
Тривалість життя стінних геконів сягає 4—5 років.